# Chaumont-en-Vexin
Chaumont-en-Vexin település Franciaországban, Oise megyében. Lakosainak száma 3359 fő (2022. január 1.). Chaumont-en-Vexin Delincourt, Jaméricourt, Liancourt-Saint-Pierre, Loconville, Reilly, Thibivillers, Trie-la-Ville, La Corne-en-Vexin és Trie-Château községekkel határos.

## Népesség
A település népességének változása:
| Lakosok száma | 3139 | 3217 | 3277 | 3269 | 3305 | 3340 | 3348 | 3346 | 3359 |
|               | 2013 | 2015 | 2016 | 2017 | 2018 | 2019 | 2020 | 2021 | 2022 |